# Kölner Tor (Bergheim)

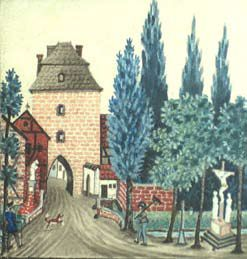
Zeichnung des ehemaligen Kölner Tors

Das Kölner Tor war ein im 14. Jahrhundert erbauter Torturm. Er befand sich am Ostende der heutigen Bergheimer Fußgängerzone in der Innenstadt der Kreisstadt Bergheim im Rhein-Erft-Kreis.

## Baugeschichte und Architektur
Zu Beginn des 14. Jahrhunderts wurde das Kölner Tor erbaut. Es erhielt diesen Namen, weil durch seine Pforte die Fernhandelsstraße nach Köln führte. Ihm war zur Erft hin ein Vortor mit Zwingmauern vorgelagert. Das Kölner Tor befand sich im Besitz der Stadt und musste auf Kosten der Bürger unterhalten werden. Die Stadt Bergheim besaß im Mittelalter und in der Frühen Neuzeit kein Rathaus. Deshalb richteten die Bergheimer Bürgermeister im 19. Jahrhundert im Kölner Tor ein „Geschäftsbüro“ ein. Hier wurde wohl auch das Archiv aufbewahrt.
Das Kölner Tor war ein dreigeschossiger Torturm über quadratischem Grundriss von etwa 10 × 10 Metern. Es besaß ein Mansarddach und eine spitzbogige Durchfahrt. Es war aus Backsteinen erbaut, die Einfassungen der Fenster bestanden aus Haustein-Quadern. Bereits 1878 überlegte der Gemeinderat, das imposante Tor abzubrechen. Als Gründe hierfür sind überliefert: es trenne die Stadt von dem zu bebauenden Areal außerhalb des Tors; es behindere den Verkehr und sei eine „Unzierde“ für die Stadt. 1879 hatte ein schweres Fuhrwerk das Tor beschädigt. Für die Instandsetzungsarbeiten wurden Kosten in Höhe von 1000 bis 1200 Mark veranschlagt. Daraufhin beschloss der Gemeinderat, das Tor abtragen zu lassen. Das Kölner Tor wurde 1880 niedergelegt. Wenige Jahre später nannte die Bergheimer Zeitung diese Tat einen Akt der Barbarei.

## Spuren
Der Standort des Kölner Tores ist durch eine farblich abgesetzte Pflasterung gekennzeichnet. Außerdem verweist eine Hinweistafel auf das Tor.